# Kiwa Teknologisk Institutt
Kiwa Teknologisk Institutt (TI) är ett norskt forskningsinstitut som arbetar med affärsutveckling, rådgivning, analys och teknisk forskning.
Organisationen grundades 1916 av Stortinget som en nationell myndighet under namnet Statens teknologiske institutt och dess syfte var att hjälpa mindre industrier i konkurrens med storindustrin. Institutet organiserades som en stiftelse 1988 och bytte namn till Teknologisk Institutt. År 2015 blev Teknologisk Institutt en del av den internationella gruppen Kiwa och bytte namn til Kiwa Teknologisk Institutt. Institutet har huvudkontor i Oslo och ca. 225 anställda.